# جامپائولو کاروسو
جامپائولو کاروسو (ایتالیایی: Giampaolo Caruso؛ زادهٔ ۱۵ اوت ۱۹۸۰) دوچرخه‌سوار اهل ایتالیا است.
از باشگاه‌هایی که در آن رکاب زده‌است می‌توان به تیم اونسه، تیم یوای‌ئی امارات و تیم کاتیوشا–آلپتسین اشاره کرد.